# Monster Cereals

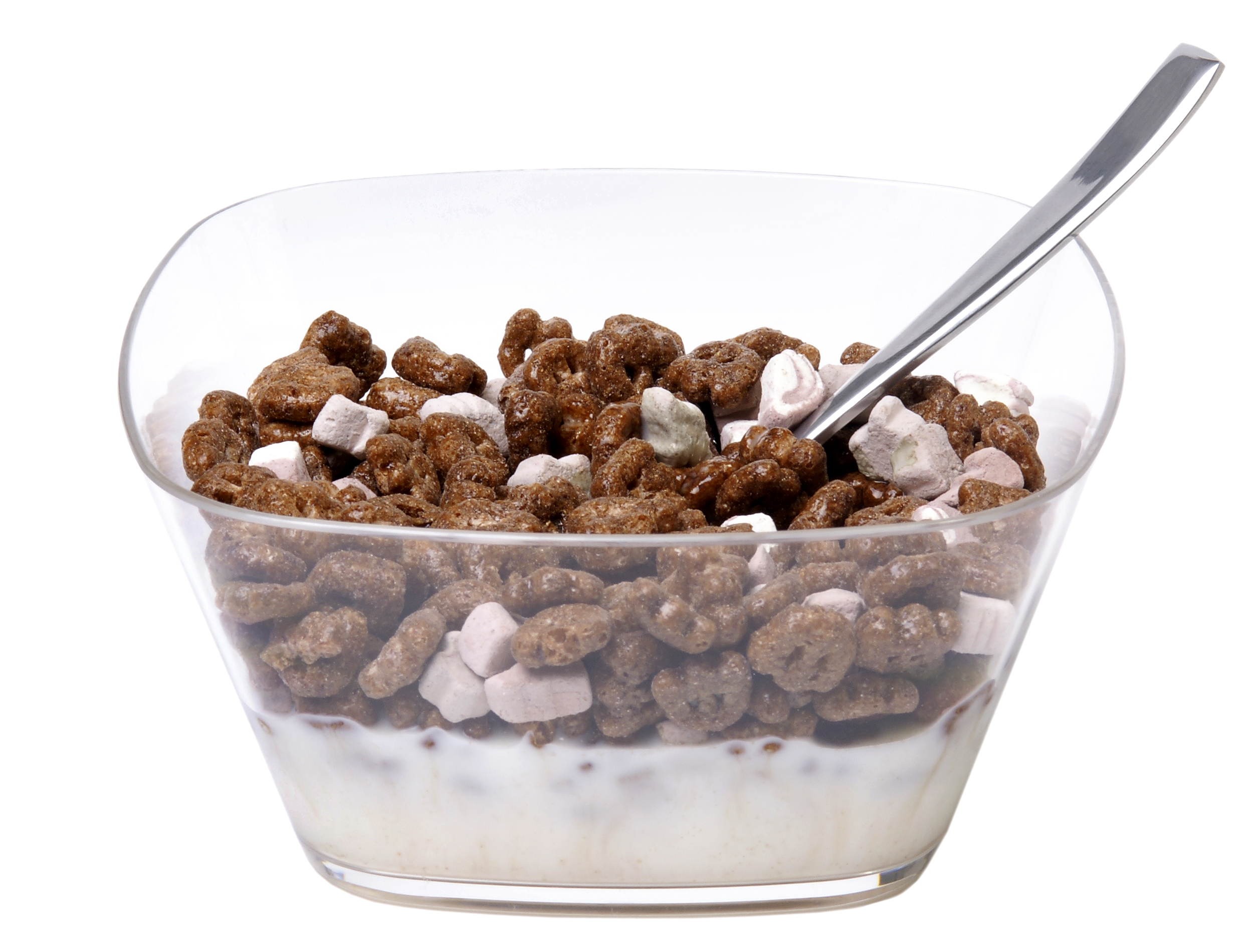
Una ciotola con latte e cereali Count Chocula

I Monster Cereals sono una linea di cereali per la colazione prodotta dalla General Mills Corporation nel Nord America (Stati Uniti, Canada).
La linea è stata introdotta nel 1971 e comprende attualmente i seguenti marchi, ciascuno con mascotte un mostro della letteratura horror classica: Count Chocula, Franken Berry e Boo Berry.
Nel passato comprendeva anche i marchi Fruite Brute e Fruity Yummy Mummy (la cui produzione è oggi proposta all'occasione in edizione limitata).

## Storia
Nel marzo del 1971 i marchi Count Chocula e Franken Berry vengono proposti sul mercato dalla General Mills, azienda statunitense con sede a Minneapolis. In quel periodo cominciano a comparire in televisione degli spot pubblicitari in cui le mascotte dei cereali dibattono su quale cereale sia il migliore.
Nel 1972 viene riformulata la ricetta dei Franken Berry per la presenza di un colorante artificiale che rendeva le feci dei bambini di colore rosa. Tale fenomeno clinico prese allora il nome di "feci di Franken Berry".
Nel dicembre 1973 venne lanciato sul mercato il marchio Boo Berry, dal 1974 al 1982 il marchio Fruite Brute e dal 1988 al 1992 il marchio Fruity Yummy Mummy.
Dal 2010 la produzione dei cereali viene destinata al solo periodo autunnale, nelle settimane vicine alla festività di Halloween.
Nel 2014, con la collaborazione di DC Comics, si è avuto un restyling delle mascotte che compaiono sulle scatole dei cereali della General Mills. In particolare il disegno del Count Chocula è stato curato da Terry Dodson, Franken Berry da Dave Johnson e quello di Boo Berry da Jim Lee.

## Marchi
- Count Chocula: cereali al cioccolato con pezzetti di marshmallowCosplay del Count Chocula al New York Comic Con, 2016.;

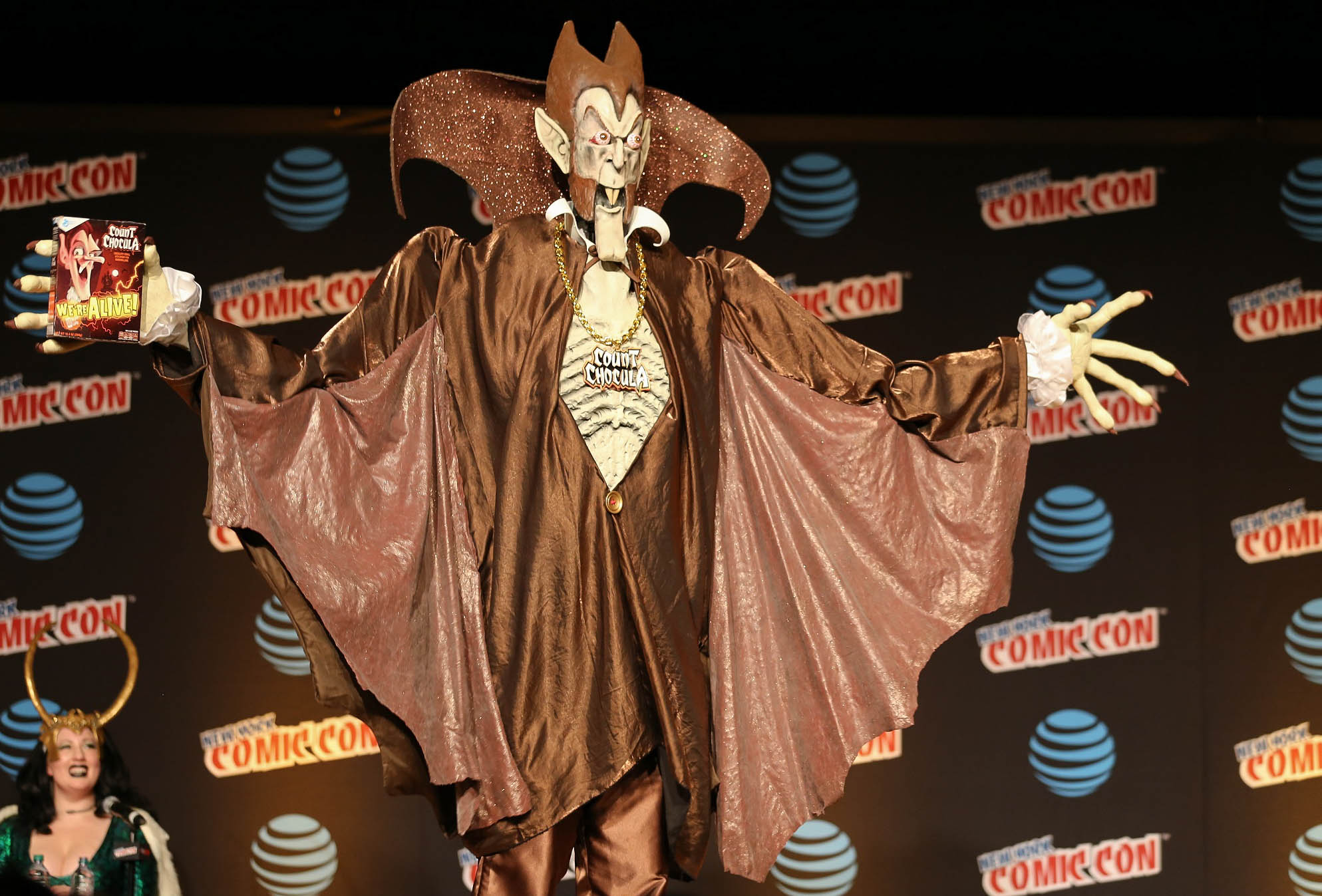
Cosplay del Count Chocula al New York Comic Con, 2016.

- Franken Berry: cereali al gusto di fragola con marshmallow;
- Boo Berry: cereali al gusto di mirtillo con marshmallow;
- Fruite Brute: cereali alla frutta con marshmallow al gusto di lime;
- Fruity Yummy Mummy: cereali alla frutta con marshmallow al gusto di vaniglia.
- Carmella Creeper: cereali di mais e marshmallow al gusto di mela caramellata.
- Monster Mash: combinazione di cereali di mais e marshmallow al gusto di cioccolato, fragola, mirtillo e frutta.
- Monster Mash Remix: combinazione di cereali di mais e marshmallow al gusto di cioccolato, fragola, mirtillo, frutta e mela caramellata.
- Monsters' Frightful Friends: cereali ai frutti di bosco e marshmallow.

## Riferimenti nella cultura di massa
Il personaggio del Count Chocula appare, talvolta parodiato, in serie animate, quali I Simpson, Futurama, I Griffin, Robot Chicken e South Park (nell'episodio Imaginationland).
Scatole di cereali di Fruite Brute appaiono nei film di Quentin Tarantino Pulp Fiction e Le Iene.